# Real Club Deportivo de La Coruña 2016-2017
Questa voce raccoglie le informazioni riguardanti il Deportivo La Coruña nelle competizioni ufficiali della stagione 2016-2017.

## Stagione

### Campionato
Il Deportivo La Coruña ha chiuso il campionato al sedicesimo posto con 36 punti, frutto di 8 vittorie, 12 pareggi e 18 sconfitte. 

### Coppa del Re
In Coppa del Re il Deportivo La Coruña ha raggiunto gli ottavi di finale, dove è stato eliminato dal Deportivo Alavés (2-2 all'andata in casa, 1-1 al ritorno). 